# Římskokatolická farnost Chotoviny
Římskokatoická farnost Chotoviny je územní společenství římských katolíků v rámci táborského vikariátu Českobudějovické diecéze.

## O farnosti

### Historie
Plebánie v Chotovinách je doložena poprvé v roce 1366. Původní gotický kostel svatých Petra a Pavla byl postaven pod patronací rodu Rožmberků kolem roku 1380. Od roku 1654 jsou vedeny farní matriky.

### Současnost
Farnost má sídelního duchovního správce, který zároveň ex currendo spravuje farnosti Hoštice u Tábora, Miličín, Neustupov a Střezimíř.
| Fotografie | Kostel                   | Místo           | Bohoslužba             | Bohoslužba                      | Poznámka      |
| ---------- | ------------------------ | --------------- | ---------------------- | ------------------------------- | ------------- |
|            | Kostel sv. Petra a Pavla | Chotoviny       | neděle pátek           | 8.15 16.00 v zimě, 17.00 v létě | farní kostel  |
|            | Kaple                    | Jeníčkova Lhota | neslouží se pravidelně | neslouží se pravidelně          | zámecká kaple |
|            | Kaple                    | Stoklasná Lhota | neslouží se pravidelně | neslouží se pravidelně          | obecní kaple  |